# Julia Sawalha

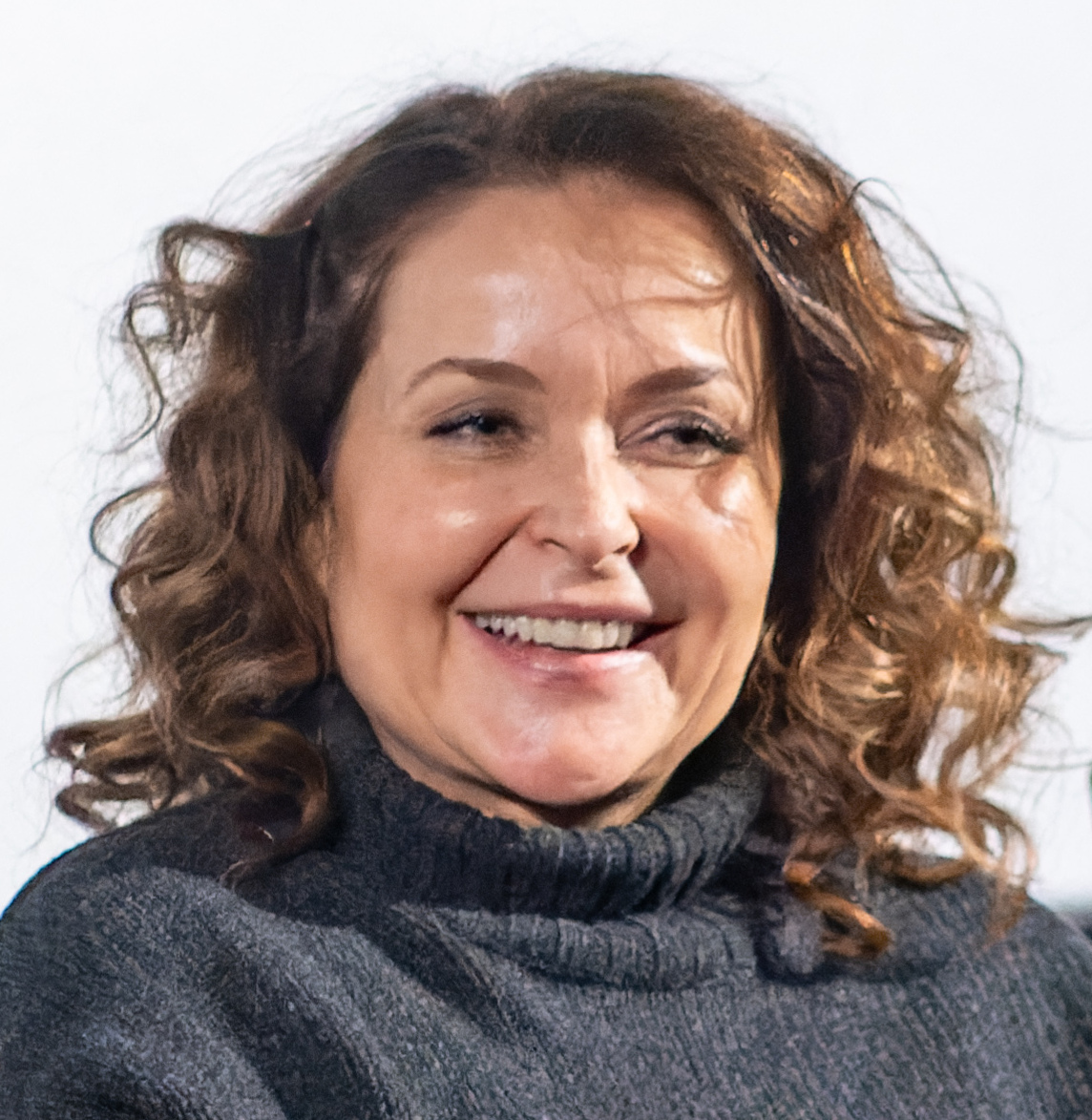
Julia Sawalha (2023)

Julia Sawalha (* 9. September 1968 in London, England) ist eine britische Schauspielerin.

## Leben
Julia Sawalha wurde 1968 als eine von drei Töchtern des jordanischen Schauspielers Nadim Sawalha und der Britin Roberta Lane in London geboren. Durch den Beruf ihres Vaters begann sie bereits in jungen Jahren, sich für die Schauspielerei zu interessieren. Zusammen mit ihren Schwestern nahm sie Ballettunterricht und besuchte die Italia Conti Academy of Theatre Arts, die sie jedoch im Alter von 15 Jahren vorzeitig wieder verließ. Ab 1981 stand sie regelmäßig für das britische Fernsehen vor der Kamera. Mit der Fernsehserie Press Gang konnte sie in Großbritannien einen ersten größeren Erfolg verbuchen. Ihren Durchbruch schaffte sie als Saffy Monsoon in der britischen Sitcom Absolutely Fabulous, in der sie von 1992 bis 2012 in 40 Folgen auftrat.
In Ein Winternachtstraum spielte sie ihre erste größere Kinorolle an der Seite von Kenneth Branagh. International bekannt ist sie für ihre Darstellung der frühreifen Lydia Bennet im BBC-Fernsehmehrteiler Stolz und Vorurteil (1995), wo sie neben Jennifer Ehle und Colin Firth zu sehen war. Im Jahr 2000 lieh sie ihre Stimme der Ginger in dem Knetanimationsfilm Chicken Run – Hennen rennen.
Mit Absolutely Fabulous: Der Film erschien 2016 eine Leinwandadaption der gleichnamigen Serie, wobei Sawalha erneut in die Rolle der Saffy Monsoon schlüpfte. Nach einem Gastauftritt in einer Folge von Inspector Barnaby im selben Jahr folgte eine mehrjährige Drehpause. Erst im Januar 2024 war Sawalha in einer Folge von Vera – Ein ganz spezieller Fall erneut vor der Kamera zu sehen.
Ebenfalls im Januar 2024 nahm Sawalha als „Bubble Tea“ an der fünften Staffel der britischen Version von The Masked Singer teil, in der sie den neunten Platz erreichte.
Sawalha lebte mehrere Jahre in einer Beziehung mit dem Schauspieler Dexter Fletcher, den sie beim Dreh von Press Gang kennengelernt hatte.

## Filmografie (Auswahl)
- 1982: Educating Marmalade (TV-Serie, vier Folgen)
- 1988: Inspektor Morse, Mordkommission Oxford (Inspector Morse) (TV-Serie, eine Folge)
- 1989–1993: Press Gang (TV-Serie, 43 Folgen)
- 1991: Buddy’s Song
- 1991: Casualty (TV-Serie, eine Folge)
- 1991–1994: Second Thoughts (TV-Serie, 47 Folgen)
- 1992–2012: Absolutely Fabulous (TV-Serie, 39 Folgen)
- 1994: Martin Chuzzlewit (TV-Miniserie)
- 1995–1998: Faith in the Future (TV-Serie, 22 Folgen)
- 1995: Ein Winternachtstraum (In the Bleak Midwinter)
- 1995: Stolz und Vorurteil (Pride and Prejudice) (TV-Miniserie)
- 1996: Geschichten aus der Gruft (Tales from the Crypt) (TV-Serie, eine Folge)
- 1996: Sturm in den Weiden (The Wind in the Willows)
- 1997: Ain’t Misbehavin’ (TV-Miniserie)
- 1999: Doctor Who: The Curse of Fatal Death (Kurzfilm)
- 2001–2004: Jonathan Creek (TV-Serie, sieben Folgen)
- 2001: Venus and Mars
- 2002: Bis zum letzten Vorhang (The Final Curtain)
- 2003: Hornblower – Loyalty (TV-Reihe)
- 2003: Hornblower – Duty (TV-Reihe)
- 2007: Cranford (TV-Serie, fünf Folgen)
- 2008–2011: Lark Rise to Candleford (TV-Serie, 40 Folgen)
- 2013: Agatha Christie’s Marple – Greenshaws Monstrum (Agatha Christie’s Marple – Greenshaw’s Folly) (TV-Reihe)
- 2014: Remember Me (TV-Miniserie)
- 2016: Absolutely Fabulous: Der Film (Absolutely Fabulous: The Movie)
- 2016: Inspector Barnaby – Heilige und Eilige (Midsomer Murders – Saints and Sinners) (TV-Reihe)
- 2024: Vera – Ein ganz spezieller Fall – Tender (Vera – Tender) (TV-Reihe)

## Auszeichnungen
- 1993: Royal Television Society Award in der Kategorie Beste Darstellerin für Press Gang
- 2009: Nominierung für die Goldene Nymphe beim Festival de Télévision de Monte-Carlo für Lark Rise to Candleford